# Преход
Преход (словац. Priechod) — село в Банськобистрицькому окрузі Банськобистрицького краю Словаччини. Перша письмова згадка про село датується 1340 роком.

## Населення
| Рік:            | 1994. | 2004.   | 2014.   | 2024.    |
| --------------- | ----- | ------- | ------- | -------- |
| Кількість осіб: | 860   | 927     | 917     | 1030     |
| Різниця:        |       | +7,79 % | -1,07 % | +12,32 % |

| Рік:            | 2023. | 2024.   |
| --------------- | ----- | ------- |
| Кількість осіб: | 1043  | 1030    |
| Різниця:        |       | -1,24 % |

Етнічний склад населення станом на 2001 рік: словаки — 98,9 %, німці — 0,44 %, поляки — 0,22 %, угорці — 0,11 %.
Станом на 31 грудня 2010 року в селі проживала 926 осіб, з них 453 чоловіків та 473 жінки.